# بهمن قبادی
بهمن قبادی (زادهٔ ۱۲ بهمن ۱۳۴۸ در بانه) کارگردان، فیلم‌نامه‌نویس، تهیه‌کننده و عکاس اهل ایران است. او از نسل کارگردانانِ موج نوی سینمای ایران به‌شمار می‌آید.

## زندگی و فعالیت
بهمن قبادی در ۱۲ بهمن ۱۳۴۸ در بانه به دنیا آمد.
تحصیلات متوسطه‌اش را در سنندج به پایان برد و در این شهر بزرگ شد، دوران سربازی خود را در همدان گذراند و طی این مدت در انجمن سینمای جوان همدان چند فیلم کوتاه ساخت. سپس سال ۱۳۷۱ برای ادامه تحصیل در دانشگاه، به تهران رفت و در رشته سینما در دانشکده صدا و سیما مشغول به تحصیل شد، ولی دانشگاه را رها کرد و به انجام نرساند. او معتقد است هر آنچه در سینما دارد حاصل تجربیاتی است که با ساختن فیلم‌های کوتاهش به دست آورده‌است.
قبادی در سال‌های پایانی دهه ۶۰ به عکاسی هنری و صنعتی روی آورد. تأثیر عکاسی در نگاه او به جهان تصویرگرش انکارناپذیر است. پس از آن، با ساخت فیلم‌های هشت میلی‌متری به فیلم‌سازی روی آورد. حاصل آن دوران، تعدادی فیلم داستانی و مستند هشت میلی‌متری است. فیلم‌های کوتاه قبادی از نیمه دهه ۱۳۷۰ مورد توجه قرار گرفتند و توانستند جوایز داخلی و خارجی متعددی را نصیب قبادی کنند.
با فیلم زندگی در مه، مسیر تازه‌ای در کارنامهٔ او گشوده شد. این فیلم جوایز متعدد بین‌المللی را به دست آورده و عنوان «یکی از تحسین برانگیزترین فیلم کوتاه در ایران» را نیز به خود اختصاص داده‌است. وی با ساخت فیلم بلند زمانی برای مستی اسب‌ها به جرگه فیلم‌سازان حرفه‌ای پیوست. این فیلم، نخستین فیلم بین‌المللی کردی‌زبان تاریخ سینمای ایران است.
آوازهای سرزمین مادری‌ام دومین فیلم بلند اوست. فیلمی با زبان و ساختاری یکدست که امکانات بصری را نیز به تصویر می‌کشد. لاک‌پشت‌ها هم پرواز می‌کنند سومین فیلم قبادی‌ست که به نحوی مهم‌ترین اثر او نیز به‌شمار آمده‌است. فیلمی که بیش از هر اثر دیگری توانست مرزهای سرزمین کردستان را بر روی جهان بگشاید.
بهمن قبادی در انجمن سینمای جوانان سنندج به عنوان عکاس فعالیت داشت. قبادی برنده جایزه خرس شیشه‌ای و جایزه فیلم صلح جشنواره فیلم برلین در سال ۲۰۰۵ شد و در جشنواره فیلم کن نیز برنده جایزه دوربین طلایی در سال ۲۰۰۰، برنده جایزه فیپرشی در سال ۲۰۰۰، برنده جایزه فرانسوا در سال ۲۰۰۲ و برنده جایزه فرانسوا شاله و جایزه ویژه هیئت داوران جشنواره فیلم کن در سال ۲۰۰۹ شد. وی همچنین تهیه‌کنندگی فیلم مردان را هم در کارنامه خود دارد. او در فیلم مرد ایرلندی ایفای نقش کرده‌است.

## نظرات و دیدگاه‌ها

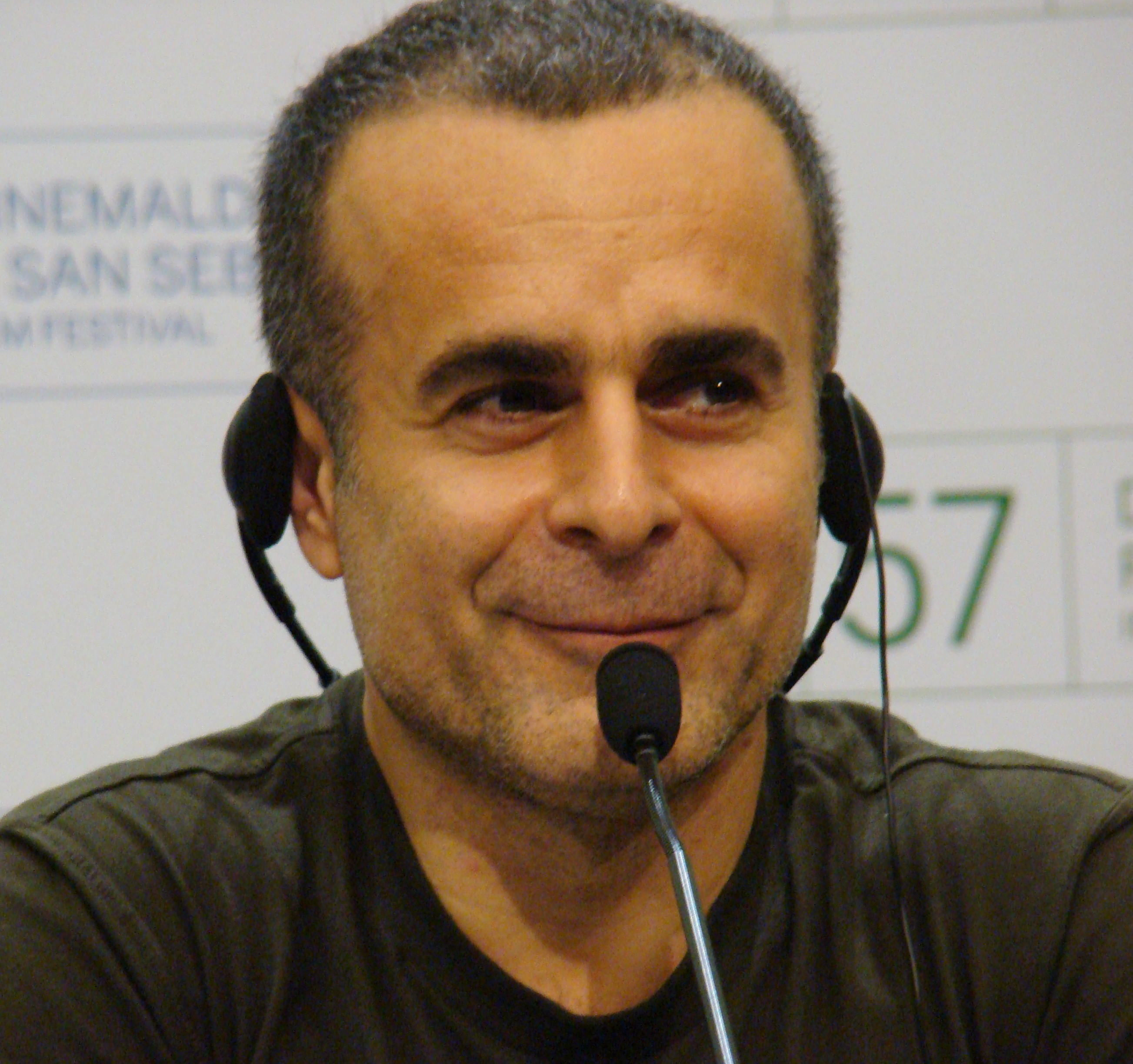
بهمن قبادی در حال صحبت دربارهٔ فیلم کسی از گربه‌های ایرانی خبر ندارد در جشنوارهٔ سان‌سبستیان درسال ۲۰۰۹

بهمن قبادی در روز یکم اردیبهشت ۱۳۸۸ با نوشتن نامه‌ای سرگشاده به مقامات دولتی ایران، اعلام کرد که رکسانا صابری -خبرنگار ایرانی آمریکایی- «نامزد، دوست و همراه» اوست و از آنان خواست که وی را رها کنند.
بهمن قبادی در ۲۸ سپتامبر ۲۰۲۱ با نگارش نامه‌ای به آکادمی علوم و هنرهای سینمای آمریکا ضمن انتقاد از قوانین این آکادمی که تنها به آثار فیلم‌سازانی اجازهٔ حضور در رقابت برای جوایز اسکار را می‌دهد که حکومت‌های حاکم بر کشورها به صورت رسمی آن‌ها را تأیید و معرفی کرده‌باشند، خواهان در نظر گرفتن بخشی در جایزهٔ اسکار برای آثار فیلم‌سازان پناهنده و در تبعید شد. او با اشاره به حضور تیمی متشکل از پناهندگان در رقابت‌های المپیک ۲۰۲۰ توکیو، از این آکادمی خواست که یک بخش ویژه برای «فیلمسازان در غربت و بی‌سرزمین» در نظر بگیرد و آن را با عنوان نمایندهٔ پرچم یا کشور «پناهنده‌ها» معرفی کند.

## داوری جشنواره‌ها
- بیست و دومین فستیوال بین‌المللی فیلم بوسان به عنوان عضو هیئت داوران جریان‌های جدید در بوسان، کره جنوبی، اکتبر۲۰۱۷
- هفتمین جشنواره سینمایی دوربین مستقل، لهستان، می ۲۰۱۴
- چهاردهمین جشنواره بین‌المللی فیلم کرالا، هندوستان، دسامبر ۲۰۰۹
- جشنواره بین‌المللی دوربین مستقل، لهستان، اکتبر ۲۰۰۸
- جشنواره بین‌المللی فیلم اوراسیا، قزاقستان، سپتامبر ۲۰۰۸
- جشنواره بین‌المللی فیلم سائو پائولو، برزیل، اکتبر ۲۰۰۶
- جشنواره بین‌المللی فیلم آنونیمول، رومانی، اوت ۲۰۰۶
- جشنواره بین‌المللی فیلم ویلا دو کند، پرتغال، ژوئیه ۲۰۰۶
- جشنواره بین‌المللی فیلم گوانجو، کره جنوبی، ۲۸ آوریل تا ۶ می ۲۰۰۶
- جشنواره بین‌المللی فیلم روتردام، هلند، ۲۶ ژانویه تا ۶ فوریه ۲۰۰۴
- جشنواره بین‌المللی فیلم کن، مجموعه صدف طلایی، می ۲۰۰۲[۴]

## فیلم‌شناسی
| نام فیلم                        | سال  | کارگردان | نویسنده | تهیه‌کننده | عکاس | جوایز |
| ------------------------------- | ---- | -------- | ------- | --------- | ---- | --- |
| زمانی برای مستی اسب‌ها           | ۱۳۷۸ | آری      | آری     |           | آری  | برنده جایزه دوربین طلایی جشنواره فیلم کن ۲۰۰۰ برنده جایزه فیپرشی جشنواره فیلم کن ۲۰۰۰ برنده جایزه بهترین فیلم خارجی زبان جشنواره فیلم سانتافه ۲۰۰۰ برنده جایزه ویژه هیئت داوران جشنواره بین‌المللی فیلم شیکاگو ۲۰۰۰ برنده جایزه ویژه هیئت داوران جشنواره بین‌المللی فیلم خیخون ۲۰۰۰ برنده جایزه بین‌المللی داوران جشنواره بین‌المللی فیلم سائو پائولو ۲۰۰۰ جایزه بهترین فیلم اول جشنواره فیلم ادینبورگ ۲۰۰۰ برنده جایزه بزرگ جشنواره بین‌المللی فیلم کودکان باستر ۲۰۰۰ جایزه بهترین اول فیم جشنواره بین‌المللی فیلم بنف ۲۰۰۰ نامزد جایزه مستقل اسپریت بهترین فیلم خارجی زبان ۲۰۰۱ برنده جایزه آزادی بیان هیئت ملی بازبینی فیلم ۲۰۰۱ برنده جایزه بهترین فیلم اول و لوح تقدیر جشنواره فیلم سارایوو ۲۰۰۱ برنده جایزه کیشوت دان جشنواره بین‌المللی فیلم ترومسو ۲۰۰۱ |
| آوازهای سرزمین مادری‌ام          | ۱۳۸۱ | آری      | آری     |           | آری  | برنده جایزه فرانسوا شاله جشنواره فیلم کن ۲۰۰۲ برنده جایزه هیئت داوران جشنواره بین‌المللی فیلم سائو پائولو ۲۰۰۲ برنده جایزه بهترین فیلم جشنواره سروینو ۲۰۰۲ برنده جایزه بهترین فیلم جشنواره حقوق بشر بوئنوس آیرس ۲۰۰۲ نامزد جایزه بزرگ جشنواره بین‌المللی فیلم توکیو ۲۰۰۲ نامزد جایزه لاله طلایی جشنواره بین‌المللی فیلم استانبول ۲۰۰۳ برنده جایزه کیشوت دان و جایزه سپیده دم جشنواره بین‌المللی فیلم ترومسو ۲۰۰۳ |
| لاک‌پشت‌ها هم پرواز می‌کنند        | ۱۳۸۲ | آری      | آری     | آری       | آری  | نامزد جایزه ستلایت فیلم برجسته و بهترین فیلم خارجی زبان ۲۰۰۴ برنده جایزه صدف طلایی و بهترین فیلم بخش کاتولیگ جشنواره فیلم سن‌سباستین ۲۰۰۴ فیلم برگزیده تماشاگران جشنواره بین‌المللی فیلم سائو پائولو ۲۰۰۴ برنده جایزه ویژه هیئت داوران و جایزه تماشاگران جشنواره فیلم توکیو فیلمکس ۲۰۰۴ برنده جایزه ویژه جشنواره فیلم شب‌های سیاه ۲۰۰۵ برنده جایزه تماشاگران جشنواره بین‌المللی فیلم‌های آسیایی سان فرانسیسکو ۲۰۰۵ برنده جایزه فیلم صلح جشنواره فیلم برلین ۲۰۰۵ برنده جایزه ویژه هیئت داوران جشنواره بین‌المللی فیلم شیکاگو ۲۰۰۵ برنده جایزه دلفین طلایی جشنواره بین‌المللی فیلم فستوریا ۲۰۰۵ فیلم برگزیده تماشاگران و بهترین فیلم جشنواره مکزیکوسیتی ۲۰۰۵ فیلم برگزیده تماشاگران جشنواره بین‌المللی فیلم روتردام ۲۰۰۵ برنده جایزه کیشوت دان و جایزه سپیده دم جشنواره بین‌المللی فیلم ترومسو ۲۰۰۵ برنده جایزه پرومته طلایی جشنواره بین‌المللی فیلم تفلیس ۲۰۰۵ فیلم برگزیده از نگاه تماشاگران جشنواره بین‌المللی فیلم ملبورن ۲۰۰۵ برنده جایزه تماشاگران جشنواره فیلم نات ۲۰۰۵ نامزد جایزه بزرگ و برنده جایزه تماشاگران جشنواره فیلم فرایبورگ ۲۰۰۵ جایزه اسکلت نقره‌ای جشنواره فیلم هاروست مونلایت ۲۰۰۷ |
| نیوه‌مانگ                        | ۱۳۸۵ | آری      | آری     |           |      | برنده جایزه صدف طلایی و جایزه فیپرشی جشنواره فیلم سن‌سباستین ۲۰۰۶ نامزد جایزه بزرگ جشنواره فیلم توکیو فیلمکس ۲۰۰۶ برنده جایزه بهترین فیلم به انتخاب تماشاگران جشنواره بین‌المللی فیلم استانبول ۲۰۰۷ برنده جایزه بهترین فیلمنامه جشنواره فیلم ترایبکا ۲۰۰۷ |
| کسی از گربه‌های ایرانی خبر نداره | ۱۳۸۸ | آری      | آری     | آری       |      | برنده جایزه فرانسوا شاله و برنده جایزه برای کارهای نو و نگاهی نو جشنواره فیلم کن ۲۰۰۹ برنده جایزه منتقدین به بهترین فیلم خارجی زبان جشنواره بین‌المللی فیلم سائو پائولو ۲۰۰۹ برنده جایزه ویژه هیئت داوران جشنواره فیلم توکیو فیلمکس ۲۰۰۹ برنده جایزه تماشاگران و جایزه ویژه جشنواره فیلم میامی ۲۰۱۰ نامزد جایزه ویژه بهترین فیلم خارجی زبان انجمن منتقدان فیلم سن دیگو ۲۰۱۰ |
| فصل کرگدن                       | ۱۳۹۰ | آری      | آری     | آری       |      | برنده جایزه بهترین فیلمبرداری، بهترین تدوین جوایز اسکرین آسیا پاسیفیک ۲۰۱۲ نامزد جایزه هوگو نقره‌ای جشنواره بین‌المللی فیلم شیکاگو ۲۰۱۲ نامزد جایزه صدف طلایی و برنده جایزه ویژه هیئت داوران جشنواره فیلم سن‌سباستین ۲۰۱۲ برنده جایزه بهترین فیلم به مجموعه فیلم جشنواره فیلم بودیکو ۲۰۱۲ |

### فیلم بلند
- چهار دیوار - (۲۰۲۱)
- پرچم بدون کشور - (۲۰۱۵)
- چند کلمه با خدایان - (۱۳۹۳)
- فصل کرگدن - (۱۳۹۰)
- کسی از گربه‌های ایرانی خبر نداره - (۱۳۸۸)
- نیوه‌مانگ - (۱۳۸۵)
- لاک‌پشت‌ها هم پرواز می‌کنند - (۱۳۸۲)
- آوازهای سرزمین مادری‌ام - (۱۳۸۱)
- زمانی برای مستی اسب‌ها - (۱۳۷۸)
- سلام صبح بخیر عزیزم

### فیلم کوتاه و مستند
- دف
- آن مرد آمد
- جنگ تمام شد
- باز باران با ترانه
- دنگ
- سهمیه دفتر
- ماهی خدا
- مثل مادر
- مهمانی
- زندگی در مه
- نغمه‌های دختران دشت
- وظیفه م حسینی
- سربازی به نام امین
- پانتول
- کبوتر نادر پرید
- باجه تلفن
- بالکن
- ز مثل زندگی
- گل باجی
- نگاهی گذرا
- از زاویه دیگر
- سرتراش خانه
- هفده تمام

### جوایز مستندها
- زندگی در مه
- برنده جایزه ویژه هیئت داوران جشنواره بین‌المللی فیلم کوتاه تگزاس ۱۹۹۹
- برنده جایزه ویژه هیئت داوران جشنواره بین‌المللی فیلم کوتاه کلرمون فران ۱۹۹۹
- برنده جایزه بهترین مستند بین‌المللی جشنواره کورتوایمولا ۱۹۹۹
- برنده جایزه گلدن انیمال جشنواره فیلم پیام به مرد سن پترزبورگ ۱۹۹۹
- برنده جایزه ویژه جشنواره بین‌المللی فیلم لادردیل ۱۹۹۹
- دف
- برنده جایزه ویژه هیئت داوران جشنواره فیلم کوتاه رم ۲۰۰۳

## جایزه
برنده جایزه خرس شیشه‌ای و جایزه فیلم صلح جشنواره فیلم برلین ۲۰۰۵
برنده جایزه دوربین طلایی جشنواره فیلم کن ۲۰۰۰
برنده جایزه فیپرشی جشنواره فیلم کن ۲۰۰۰
برنده جایزه فرانسوا جشنواره فیلم کن ۲۰۰۲
برنده جایزه فرانسوا شاله جشنواره فیلم کن ۲۰۰۹
برنده جایزه هوگو نقره‌ای جشنواره بین‌المللی فیلم شیکاگو ۲۰۰۰
برنده جایزه هوگو نقره‌ای جشنواره بین‌المللی فیلم شیکاگو ۲۰۰۵
نامزد جایزه هوگو نقره‌ای جشنواره بین‌المللی فیلم شیکاگو ۲۰۱۲
نامزد جایزه بزرگ جشنواره بین‌المللی فیلم توکیو ۲۰۰۲ 
نامزد جایزه بزرگ جشنواره بین‌المللی فیلم توکیو ۲۰۲۱
نامزد جایزه ستلایت فیلم برجسته و بهترین فیلم خارجی زبان ۲۰۰۴

## مصاحبه‌های مطرح
- مصاحبه با کارگردان بهمن قبادی توسط: ران ویلکینسون
- تأسف و اندوه / مصاحبه‌کننده: جف اندرو
- مصاحبه ایوینینگ کلاس با بهمن قبادی/ مایکل گوییلن
- گفتگوی روزنامه آشتی با بهمن قبادی
- مرگ حاضر است / مصاحبه‌کننده: دیوید والش
- مصاحبه سعید قطبی زاده با بهمن قبادی
- جنگ بی‌انتها / مصاحبه‌کننده: ماتیلد بلوتیر
- مصاحبه با بهمن قبادی توسط محمد حقیقت در پاریس
- مرگ دنیای بهتری است / مصاحبه‌کننده: ماری والا
- گفتگو در برنامهٔ آپارات بی‌بی‌سی فارسی در بازپخش فیلم نیو مانگ.
- قبادی: چشم دیدن همدیگر را نداریم / مصاحبه‌کننده: پرویز جاهد